# Liste der Bodendenkmale in Heinersbrück
In der Liste der Bodendenkmale in Döbern sind alle Bodendenkmale der brandenburgischen Gemeinde Heinersbrück und ihrer Ortsteile aufgelistet. Grundlage ist die Veröffentlichung der Landesdenkmalliste mit dem Stand vom 31. Dezember 2020.
Die Baudenkmale sind in der Liste der Baudenkmale in Heinersbrück aufgeführt.
|   | Gemarkung           | Flur       | Kurzansprache | Bodendenkmalnummer | Bemerkung | Bild |
| - | ------------------- | ---------- | --- | ------------------ | --------- | ---- |
| 1 | Heinersbrück (Lage) | 1, 2, 5, 6 | Dorfkern deutsches Mittelalter, Dorfkern Neuzeit, Kirche Neuzeit, Friedhof Neuzeit, Siedlung Urgeschichte, Kirche deutsches Mittelalter, Friedhof deutsches Mittelalter | 120670             |           |      |
| 2 | Heinersbrück (Lage) | 2          | Siedlung Bronzezeit, Siedlung Eisenzeit | 120714             |           |      |
| 3 | Heinersbrück (Lage) | 1          | Gräberfeld Bronzezeit | 120779             |           |      |
| 4 | Heinersbrück (Lage) | 1          | Siedlung Neolithikum, Siedlung Bronzezeit, Siedlung römische Kaiserzeit                                                                                                 | 120780             |           |      |